# ゴーゴークリエーター2
ゴーゴークリエーター2は、2004年に北電子が開発・販売したパチスロ機。

## 概要
『クリエーター7』の正統後継機で、ストック機としての登場。北電子特有のマイルドなゲーム性と連荘を同時に実現させた。

## ボーナス放出契機
32G、64G、128G、256G、512G、1024Gと6つの天井が存在し、ボーナス終了後と設定変更時に天井が選択される。ちなみにレギュラーボーナス終了後は256G以内の天井が確定する。
そして、中段チェリー、完全ハズレによって連荘モードへの昇格が期待され、昇格すれば時にはとてつもない連荘を見せ一気に5000枚以上に達することもしばしばある。